# Michelin

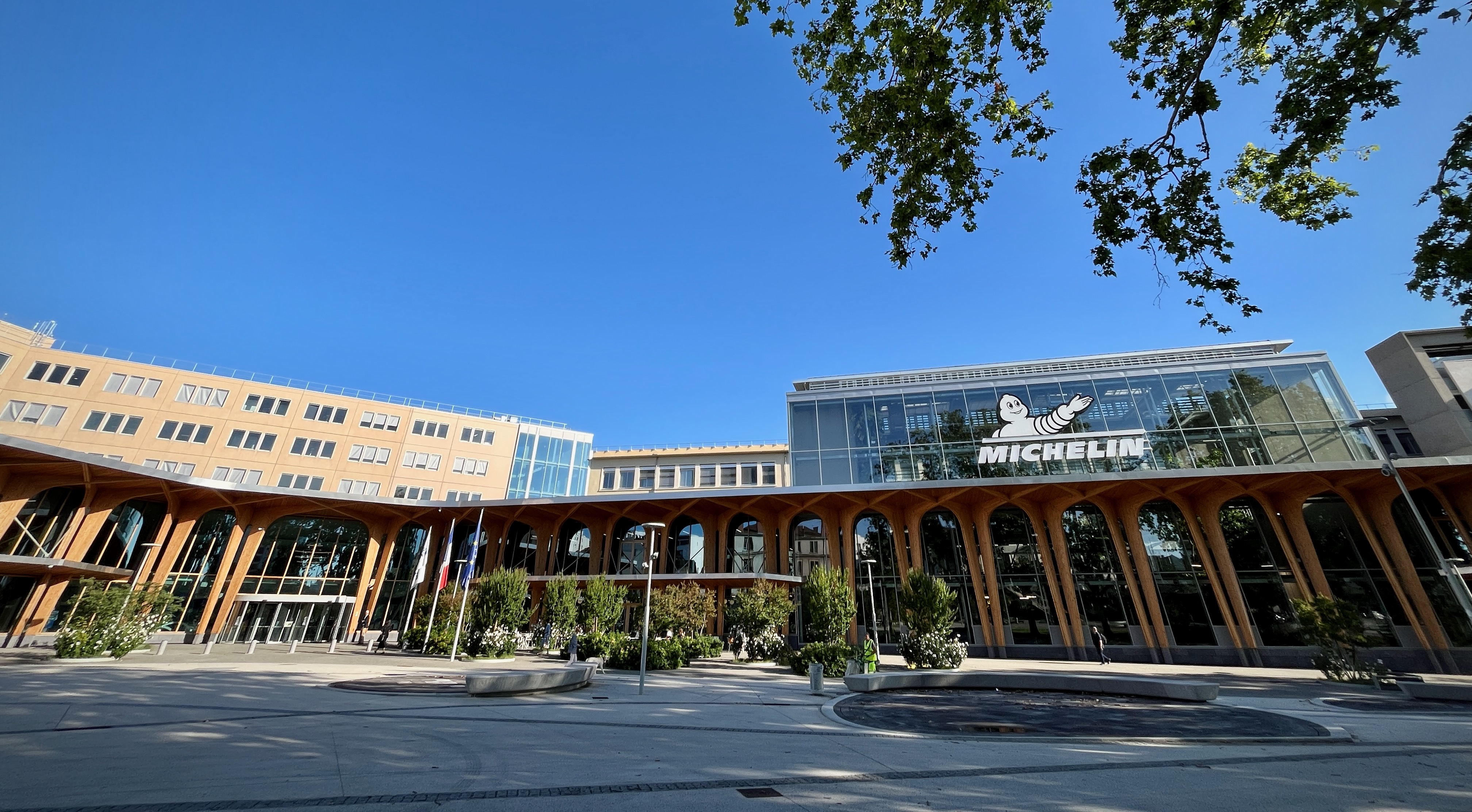
Michelin i Clermont-Ferrand

Michelin, egentligen Compagnie Générale des Établissements Michelin, franskt företag, noterat på Parisbörsen, som bland annat tillverkar däck till fordon. Man har även tillverkat fälgar. Företaget har sitt huvudkontor i Clermont-Ferrand. 
Michelin är känd för sin Guide Michelin med kategorisering av restauranger där de allra bästa får tre stjärnor och sedan i fallande skala.

## Historia
Michelin & Cie grundades 1889 av Édouard Michelin och André Michelin som då övertog en gummifabrik i Clermont-Ferrand. Tillverkningen bestod bland annat av gummibollar för barn. De började tillverka däck för cyklar och 1895 tillverkades det första däcket för bilar.
Bolaget expanderade med fabriker utomlands och etablerade gummiplantager i Franska Indokina. 1935 övertog Michelin det konkursade Citroën. Michelin ägde Citroën till 1975 då bolaget såldes till Peugeot. 
Företagets vd, Michelinättlingen Édouard Michelin, född 1963, omkom i en båtolycka den 26 maj 2006.

## Michelin i Sverige
Michelins nordiska huvudkontor är beläget i Stockholm. Där arbetar cirka 120 personer med den kommersiella verksamheten som innefattar avdelningar inom marknadsföring, försäljning, kundservice, personal, kommunikation, IT, miljö samt ett eget utbildningscenter. Dessutom har Michelin Sverige ett femtiotal personer som arbetar ute på fältet runt om i landet. I Kungälv återfinns Michelins nordiska logistikcenter som sysselsätter cirka 75 personer.

## Bibendum - "Michelingubben"

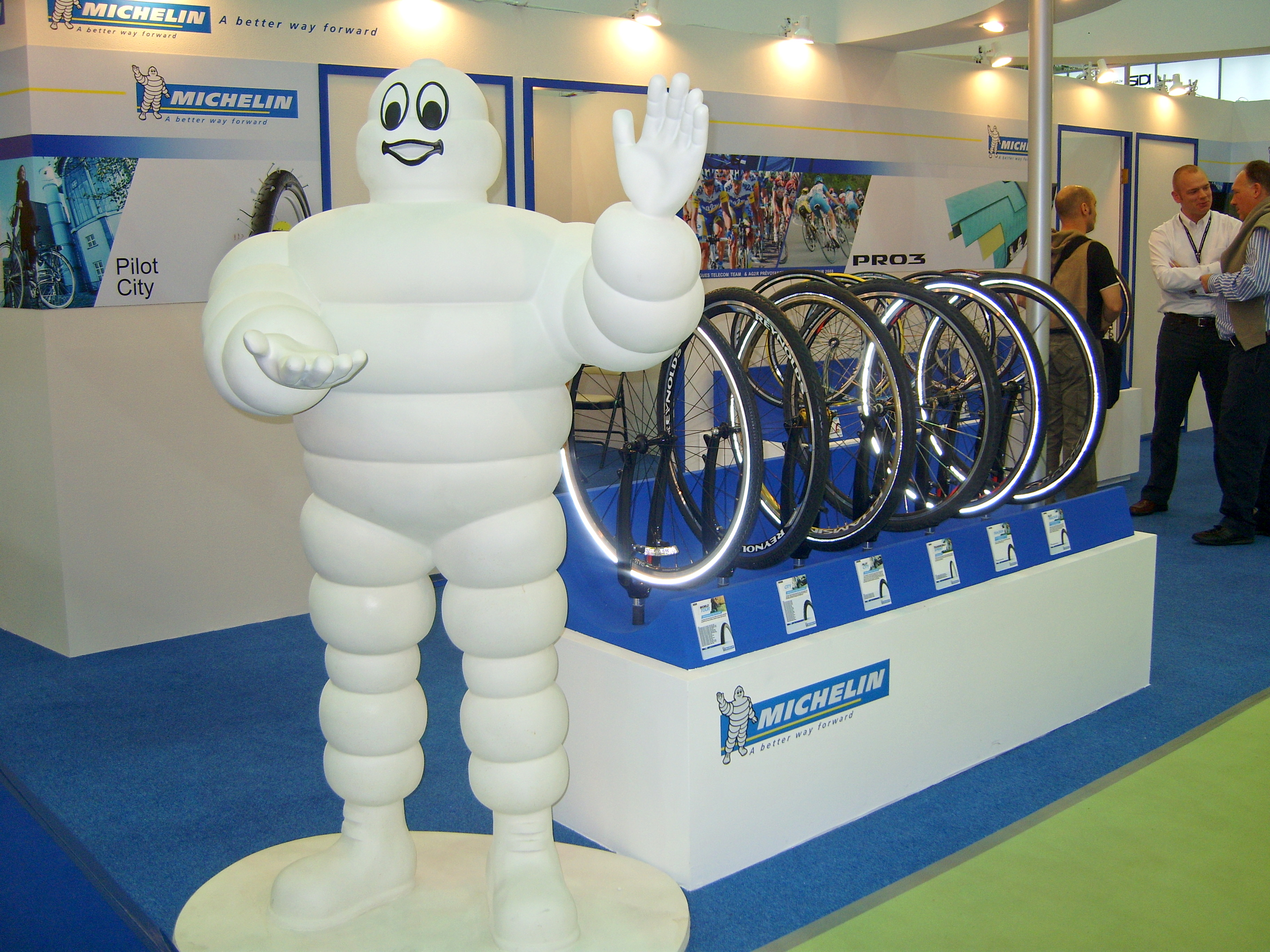
Bibendum i Taipei 2008.

Företagets välkända maskot är Bibendum - i Sverige mer känd som Michelingubben. Bibendum skapades 1898.

## Racing

### Formel 1

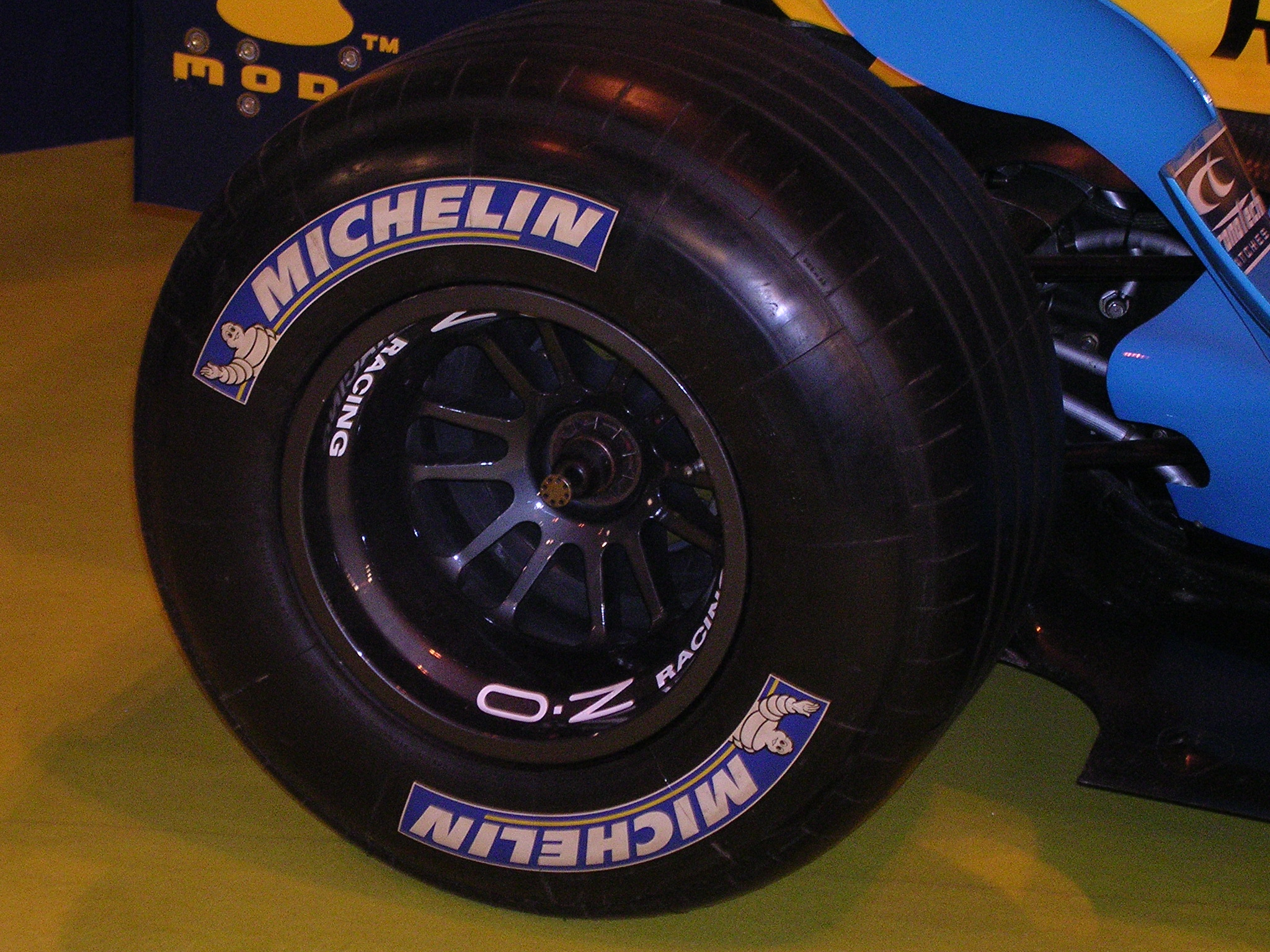
Ett Michelin formel 1-däck

Michelin har levererat däck till motorsportkunder i 117 år. Många formel 1-stall har under åren 1977-1984 och 2001-2005 använt Michelins däck. Säsongen 2006 körde McLaren, Honda, Red Bull och Renault med franska däck. Det var dock den sista säsongen, eftersom Michelin därefter lämnade formel 1.

### MotoGP
Michelin är en av tre däcksleverantörer i roadracingens MotoGP-klass, de övriga är Bridgestone och Dunlop Tyres. Tre av fyra Honda team och Yamahas fabriksteam kör på Michelin. Alla världsmästare i MotoGP-klassen sen klassen instiftades 2002 till och med säsongen 2006 körde på Michelindäck.

## Kuriosa

### TRX
Michelin har tillverkat däck vid namn TRX; dessa är idag ovanliga och mycket dyra. På TRX-fälgar passar inte "vanliga" däck utan de måste ha TRX-däck. Istället för att mäta fälgens storlek i jämna tum, är TRX-fälgen mätt i millimeter.

### Harley-Davidson
Michelin har tillsammans med Harley-Davidson tagit fram däcket Michelins Scorcher "31", ett däck som har båda företagens logotyper på däcksidan. Det är första gången som Michelins däck ingår i originalutrustningen på Harley-Davidson. Däcket finns på fyra Harley-Davidson Dyna-modeller från 2010.

## Mat
Varje år åker Michelins anonyma inspektörer runt och proväter på restauranger och bor på hotell. Dessa inspektörer betalar alltid för sin mat eller hotellnatt och avlönas av Michelin – allt för att bevara Guide Michelins oberoende och för att inspektörerna ska få samma upplevelse som övriga gäster.
I Guide Michelin Main Cities of Europe 2011 finns det totalt 1,557 hotell och 1,771 restauranger. Urvalet av restauranger omfattar 239 Bib Gourmand restauranger, 15 tilldelades tre stjärnor, 58 med två stjärnor och 284 med en stjärna.
Michelins olika guider finns också tillgängliga på Viamichelin.com som har mer än 400 miljoner besökare per år. Pappersutgåvan gavs ut i mer än en miljon exemplar förra året och dessutom kan Guide Michelin laddas ner som Iphone- och Ipad-applikation där man kan hitta restauranger från alla Michelins europeiska guider inklusive Main Cities of Europe guiden.

## Bookatable
Bookatable är en dotterhemsida till Michelin. Det är en ny tjänst för matinspiration och bokning av bord på restauranger. Med ett nätverk på över 15 000 restaurangpartners över hela Europa är Bookatable redan en av ledande tjänsterna för onlinebokningar i 23 länder runt om i hela världen. Hos Bookatable kan besökare välja restaurang utifrån faktorer som användarrecensioner, plats, pris, tillgänglighet och typ av kök. Via tjänsten ges besökarna också möjligheten att ta del av specialerbjudanden. Bookatable finns på webben och som app för Apple och Android. Bookatable grundades år 2006 i Sverige av PG Nilsson och Christopher Persson och Niklas Eklund och i januari år 2016 köpte Michelin upp hela Bookatable för en miljard kronor och då blev Bookatable en dotterhemsida till Michelin. Huvudkontoret för Bookatable är beläget i England och staden London.